# Rhyacophila glaberrima
Rhyacophila glaberrima là một loài Trichoptera trong họ Rhyacophilidae. Chúng phân bố ở miền Tân bắc.